# Chromolepida mexicana
Chromolepida mexicana är en tvåvingeart som beskrevs av Cole 1923. Chromolepida mexicana ingår i släktet Chromolepida och familjen stilettflugor. Inga underarter finns listade i Catalogue of Life.